# Dzhama-Shair
Dzhama-Shair är en ort i Azerbajdzjan.   Den ligger i distriktet Lerik Rayonu, i den södra delen av landet, 210 km sydväst om huvudstaden Baku. Dzhama-Shair ligger 793 meter över havet och antalet invånare är 275.
Terrängen runt Dzhama-Shair är kuperad. Närmaste större samhälle är Lerik, 8,7 km söder om Dzhama-Shair. 
Omgivningarna runt Dzhama-Shair är en mosaik av jordbruksmark och naturlig växtlighet. Runt Dzhama-Shair är det ganska tätbefolkat, med 60 invånare per kvadratkilometer.